# Philippe Charles de Blou
Philippe Charles Jean Hyacinthe Xavier de Blou est un homme politique français né le 27 novembre 1789 à Thueyts (Ardèche) et mort le 12 octobre 1848 à Thueyts.

## Biographie
Capitaine de garde royale, il est élu député de l'Ardèche, comme légitimiste, le 3 juillet 1830. Son élection est annulée le 5 août 1830.

## Liens extenres
- « Philippe Charles de Blou », dans Adolphe Robert et Gaston Cougny, Dictionnaire des parlementaires français, Edgar Bourloton, 1889-1891 [détail de l’édition]

- Ressource relative à la vie publique :   - Base Sycomore